# Julius Micklitz
Julius Micklitz (12. dubna 1821 Slezské Pavlovice, Rakouské Slezsko – 3. dubna 1885 Jeseník) byl rakouský vrchní nadlesní v lesích vratislavských biskupů, průkopník fytocenologie, lesní odborník a autor publikací o lesnictví.

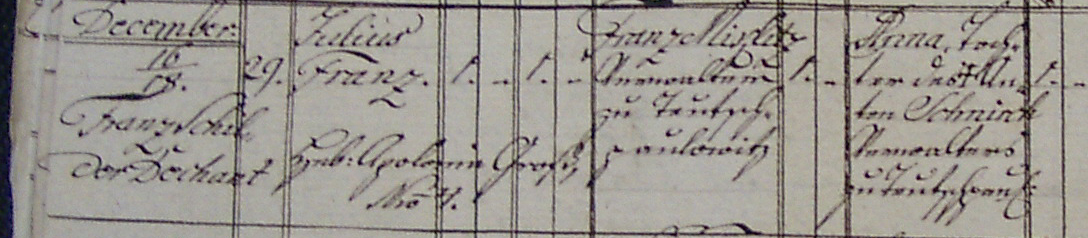
Julius Micklitz

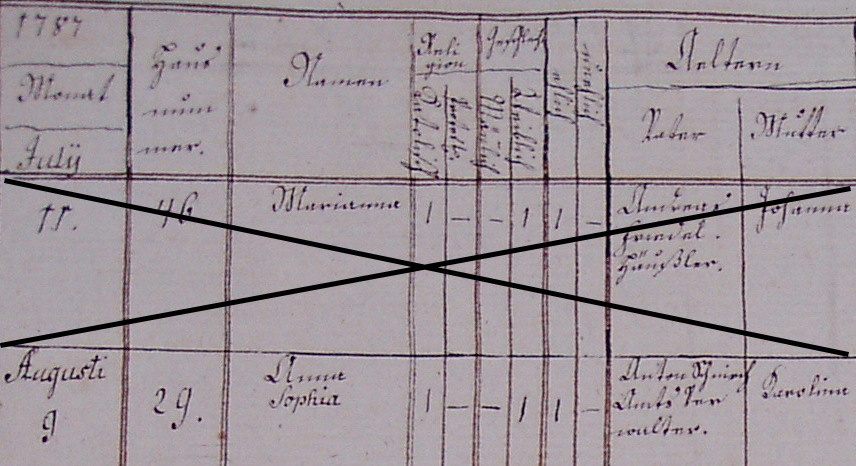
Anna Sophia Schnirch se narodila

## Životopis
Julius Micklitz pocházel z rodiny lesníka Františka Josefa Micklitze (1784–1860) a jeho manželky Anny Sophie Schnirchové (1792–1824). Julius Micklitz se oženil s Klothildou Terezií Hofmannovou. Spolu měli syna Theodora Huga Micklitze, který se také stal odborníkem v lesnictví. Julius Micklitz nejprve studoval lesnictví v nižší lesnické škole Hrabyni. V letech 1839 až 1841 studoval Akademii lesnictví v Mariabrunn. Po skončení studia se stal úředníkem u lesů patřící Řádu německých rytířů v Dlouhé Loučce. V roce 1846 se stal vrchním nadlesním v Karlově Studánce. V roce 1861 byl jmenován vrchním lesmistrem biskupských lesů vratislavských biskupů. Julius Micklitz významně přispěl ke vzdělávání a hospodaření v lesích. Zabýval se, zvyšováním odolnosti lesů proti lesním kalamitám a jejich následnému poškození, upravoval způsob zalesnění lesa v horských oblastech a vytvoření vhodných sítí lesních cest. Byl členem Moravskoslezského lesního spolku a byl členem zkušební komise pro Státní lesní zkoušky v Opavě. Zemřel v roce 1885 na vážné problémy se srdcem a ledvinami.

## Dílo
- O devastaci bouře v rozlehlých horských lesích a způsobech, jak jim zabránit (publikováno v: Centralblatt für die Forstwald, současně orgán pro lesnické experimenty, rok 1852)
- Podmínky lesní vegetace Jeseníků, 1857, monografie o vegetaci Jeseníků[2]
- Robert & Julius Micklitz: Osvětlení Preßlerových principů a pravidel racionálního lesního hospodáře provedené z praktického hlediska: současně důkaz částečně nesprávně nebo nevhodně vyvinutých lesních hodnot, které mají vliv, 1861
- Opozice k lesnickému univerzitnímu vzdělání (publikováno v: Centralblatt für die Forstwald, orgán pro výzkum lesů, 1876)
- Znalecký posudek o stavu a hospodaření s lesy zemského hlavního města Opavy u Skřípova a Jakubčovic, A. Riedel, Opava 1881

## Vyznamenání
- Řád Františka Josefa, komtur s hvězdou
- Řád železné koruny III. třída
- Zlatý kříž za zásluhy s korunou
- Řád posvátného pokladu z Japonska